# South Downs
South Downs je řada bílých křídových útesů, která se rozprostírá na ploše 670 km2 přes jihovýchodní pobřeží Anglie od Itchen Valley poblíž Hampshire na západě, až po Beachy Head nedaleko Eastbourne na východě. Na severu jsou útesy ohraničeny příkrými srázy, z jejichž vrcholů je úchvatný pohled severně přes Weald. South Downs jsou částí národního parku South Downs, který zahrnuje mnohem větší území, než je řada útesů na jihu, ale zahrnuje také mnohem větší území, jako jsou například pláně Wealdu.
South Downs jsou tvořeny křídou a na jejich vrcholcích roste nízký stálezelený porost skládající se z nízkých křovisek a trávy. Mezi útesy se rozkládají menší údolí, která mají stejnou strukturu jako vrcholky, ale jsou znatelně sušší. Toto území patří k nejvýznamnějším křídovým nalezištím v Anglii a řada lidí si nedokáže představit zemi bez něho.
Území South Downs je celkem neobydlené v porovnání s jihovýchodní Anglií celkově, ačkoli zde byla vytvořena přímořská turistická letoviska umístěná na křídovém podloží, jako je například aglomerace, či spíše konurbace měst Brighton a Hove. Tato konurbace byla vyhlášena nejpopulárnějším přímořským letoviskem ve Spojeném království.
Toto území bylo obydleno již v antice, zejména v době Římského císařství, kdy tato část Anglie patřila pod jeho správu. Tehdy do Sussexu přišla spousta obyvatel Říma, aby si zde založili živnosti, protože Itálie byla těžce přelidněná. Proto se na těchto již v antice obydlených místech nachází množství historických památek a archeologický pozůstatků, jako jsou obranné sítě, mohyly či pozůstatky územních hranic. Tato oblast je také známá pro velký počet přírodních památek chráněných státem, kterých je konkrétně 37. Nejzajímavějšími místy jsou například křídové pastviny.

## Galerie

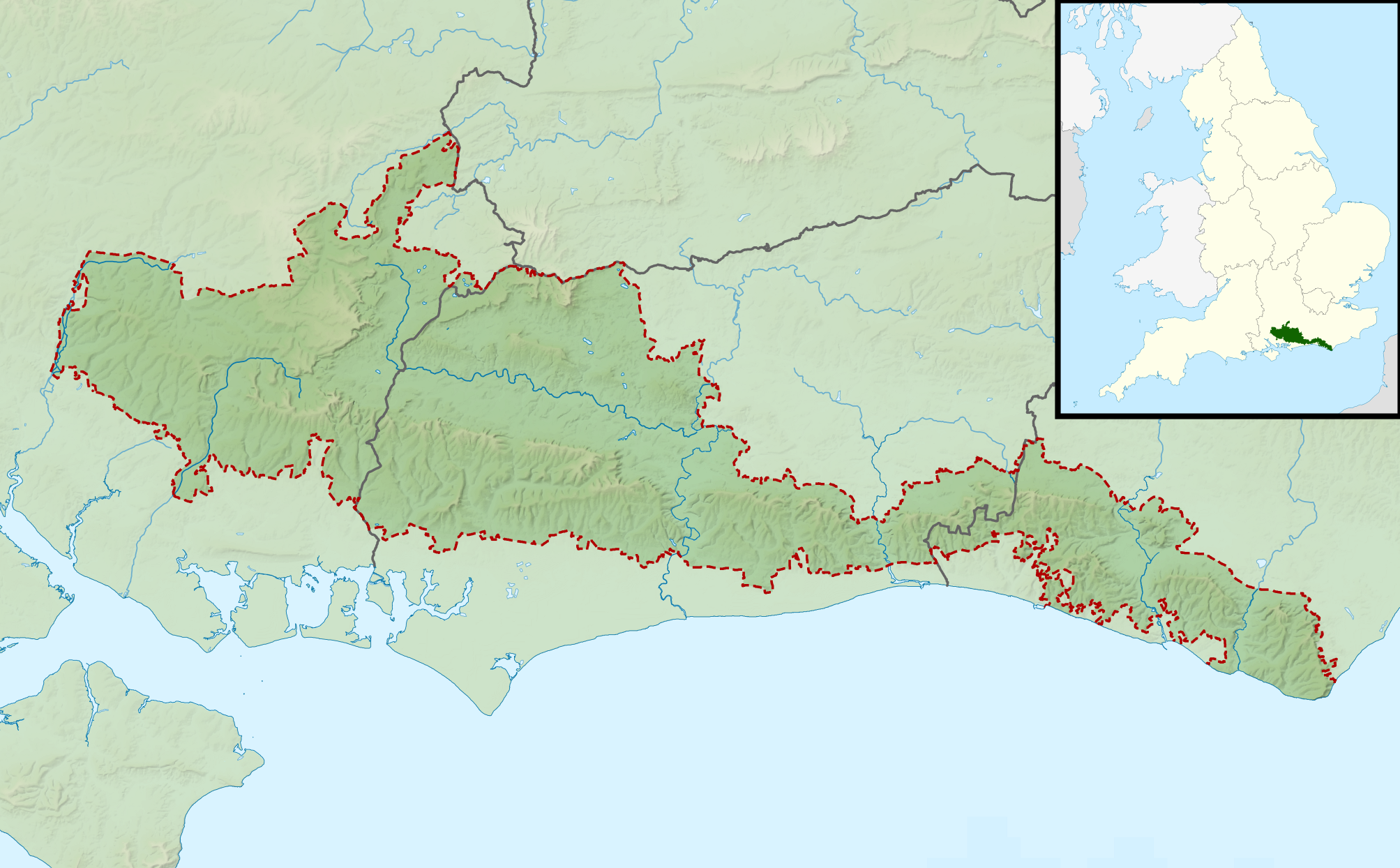
Národní park South Downs
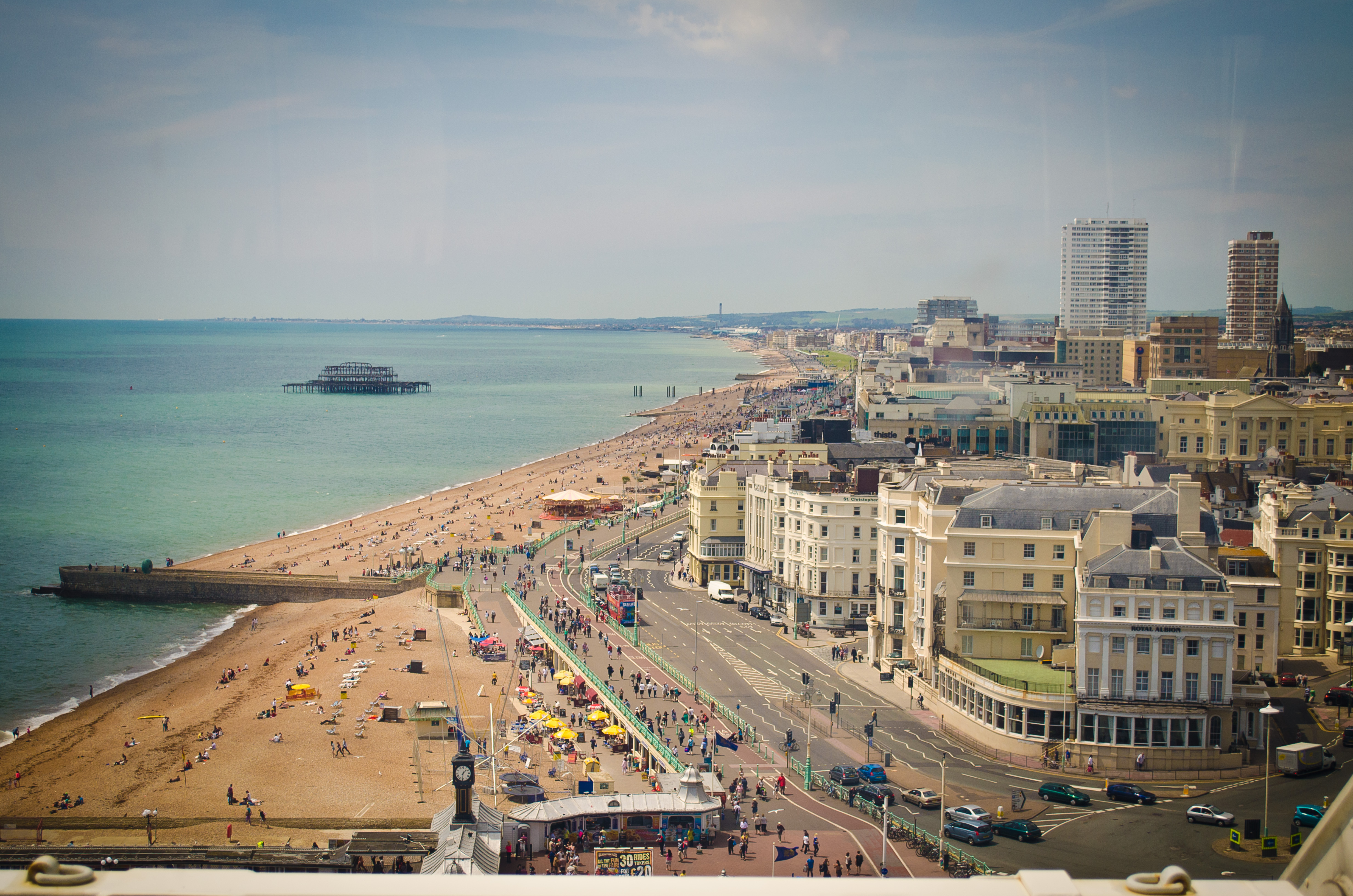
Oblíbené přímořské letovisko Brighton
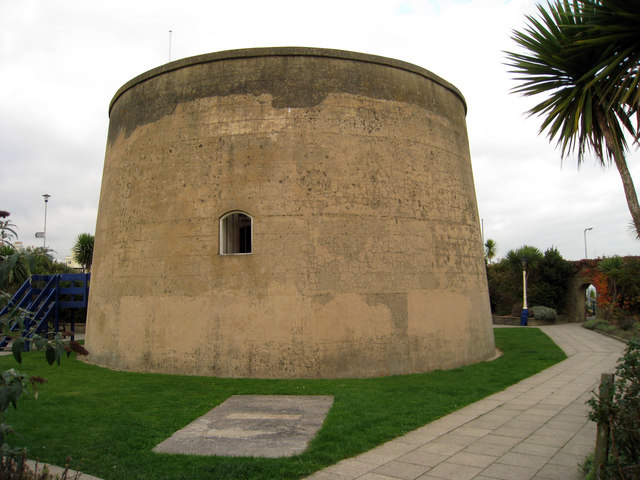
The Wish Tower, zachovalá střelecká bašta ve městě Eastbourne